# Hexakosioihexekontahexafobie

Getal van het Beest

Hexakosioihexekontahexafobie is angst voor het getal 666. De naam is afgeleid van de Oudgriekse woorden ἑξακόσιοι hexakósioi, zeshonderd, ἑξήκοντα hexékonta, zestig, ἕξ héx, zes en φόβος phóbos, angst/vrees. Het getal 666 wordt in bepaalde christelijke religieuze opvattingen als het getal van het Beest in verband gebracht met Satan en de antichrist, op basis van Openbaring  13:17-18 uit het Nieuwe Testament. Angst voor of vermijding van dit getal komt dan ook vooral voor in culturen die door het christendom zijn getekend.
Hexakosioihexekontahexafobie wordt in de psychiatrie niet opgevat als werkelijke fobie, omdat het niet leidt tot een angst die het sociale leven van een persoon in ernstige mate ontregelt. Net als vrees voor het getal 13 is het een bijgeloof dat het persoonlijke leven weliswaar ingewikkeld kan maken, maar niet meer dan dat. In het Diagnostic and Statistical Manual of Mental Disorders, een handboek dat in de meeste landen als standaard in de psychiatrische diagnostiek dient, wordt het verschijnsel dan ook niet teruggevonden. Wel wordt het begrip aangetroffen in puzzelwoordenboeken, pubquizzen en op internetfora.

## Voorbeelden
- Toen het liederenboek van de organisatie  Stichting Opwekking in mei 2007 het 666e lied bereikt zou hebben, werd dit nummer overgeslagen, omdat dit gevoelig zou liggen bij bepaalde personen.[2]
- Voormalig president van de Verenigde Staten van Amerika Ronald Reagan liet in 1989 het huisnummer van zijn huis aan de St. Cloud Road in Bel Air (Los Angeles) veranderen van 666 in 668.[3]
- In 2008 kregen bewoners van het plaatsje Reeves in Louisiana de mogelijkheid om hun lokale telefoonnummers beginnend met (337) 666 te veranderen naar (337) 749...[4]
- Rond 6 juni 2006 ontstond enige ophef, doordat deze datum (06-06-2006) ook als 666 geschreven kan worden. Sommige zwangere vrouwen hoopten niet te bevallen op deze datum.[5]
- Op vrijdag 13 september 2013 ontstond er commotie rondom Finnair vlucht AY 666 van Kopenhagen naar Helsinki, luchthavencode HEL.[6]
- Langs sommige Nederlandse wegen zijn hectometerpalen met de aanduiding 66,6 vervangen door paaltjes met een naastliggend getal, nadat ze meermalen waren weggehaald door onbekenden.[7]
- In Polen bestond buslijn 666 die naar de badplaats Hel leidde. Deze werd na kritiek van katholieke organisaties hernummerd naar 669.[8]